# Perivóli (ort i Grekland, Joniska öarna)
Perivóli (Perivoli) är en ort i Grekland.   Den ligger i prefekturen Nomós Kerkýras och regionen Joniska öarna, i den västra delen av landet, 400 km väster om huvudstaden Aten. Perivóli ligger 57 meter över havet och antalet invånare är 1 378. Den ligger på ön Korfu.
Terrängen runt Perivóli är huvudsakligen platt, men åt nordväst är den kuperad. Havet är nära Perivóli västerut.  Närmaste större samhälle är Lefkímmi, 4,8 km öster om Perivóli. 